# Rakiw Lis
Rakiw Lis (ukrainisch Раків Ліс; russisch Раков Лес Rakow Les, polnisch Rakowy Las) ist ein Dorf im Norden der ukrainischen Oblast Wolyn mit etwa 3100 Einwohnern (2001).
Das 1665 erstmals schriftlich erwähnte Dorf liegt 125 km nördlich der Oblasthauptstadt Luzk an der Territorialstraße T–03–08 und grenzt im Osten an das  Rajonzentrum Kamin-Kaschyrskyj.
Am 12. Juni 2020 wurde das Dorf ein Teil neu gegründeten Stadtgemeinde Kamin-Kaschyrskyj; bis dahin bildete es zusammen mit dem Dorf Pidritschtschja (Підріччя) die Landratsgemeinde Rakiw Lis (Раково-Ліська сільська рада/Rakowo-Liska silska rada) im Zentrum des Rajons.